# Александар Петровић (преводилац)
 Александар Петровић Саша (Вараждин, 17. октобар 1921 — Београд, 24. јануар 2000) био је југословенски и српски књижевники књижевни преводилац.

## Биографија
Рођен је 1921. године у Вараждину у породици оца Војислава који је био дипломата и аутор граматике страних језика, док је мајка Загорка рођ. Марковић била домаћица.
Основну школу завршио је у Београду у периоду од 1928. до 1932. године, а након тога уписао реалу 1932. и завршио је 1940. године, где је усавршавао енглески језик и добио диплому енглеског курса (1953—1985). Постдипломски курс енглеског језика и америчке књижевности слушао на Колумбија универзитету у Њујорку (1967–1968), а курс драматургије на Универзитету Калифорније у Лос Анђелосу (1968). Био је стипендиста Фордове, а потом и Фулбратјове фондације.
Прва супруга Петровића била је Тања Кешељевић, а друга Гордана Сакић Петровић, са којом је добио ћерке Јелену Тинску глумицу, балерину, плесачицу, списатељицу, колумнисту и водитељку и Катарину Петровић, редитељку.
За време Другог светског рата Петровић је био на принудном раду у међународном радном логору „Борски рудник” 1943. године, потом је био борац Народноослободилачке војске Југославије и ПОЈ-а, а након тога официр ЈНА, секретар југословенске војне репарационе комисије у енглеској окупационој зони Немачке у Хамбургу (1946—1947).

## Каријера
Петровић је у периоду од 1948. до 1950. године био секретар Редакције Књижевник новина и Уредништва часописа Младост (1950—1952), нвинар енглеске редакције Радио Југославије (1952—1954), а од тада је наступао као слободан књижевник и преводилац.
Говорио је енглески, немачки и француски језик.
Први књижевни рад била му је приповетка Еподемиа литерарица, објављена у Књижевним новинама 1950. године. Заступљен је у Антологији ТВ драве В. Поповића и Б. Андрића (Београд, 1975). Био је члан и секретар, потпредседник и председник управе Удружења књижевних преводилаца Србије (1954–1981), члан Удружења књижевника Србије (од 1961), председник комисије УКС и члан Управног одбора Удружења драмских писаца Србије.
Био је члан уредништва часописа Позоришна култура (1972, 1975). Сарађивао је у листовима и часописима: Књижевне новине (1949–1950, 1959, 1963, 1978–1979), Младост' (1950–1952), Јеж (1952–1955), НИН (1955, 1958–1960, 1977–1981), ЛМС (1955–1959), Ветрењача (1956), Вечерње новости (1961–1981), Данас (1962), Политика (1962–1963, 1965, 1967, 1969, 1971–1973, 1975, 1977–1981), Борба (1962, 1965, 1970, 1977–1981), Јета е ре (1962), Збор. радова о превођењу (Београд, 1966), Јеврејски алманах (Бг, 1968–1970), Књижевност (1969, 1971, 1993), Мостови (1970–1980, 1987, 1991), Политика експрес (1972, 1975), Преводна књиж. УКПС (1977), Преглед (1979–1980).
Преминуо је 24. јануара 2000. године у Београду, а сахрањен је у Алеја заслужних грађана на Новом гробљу.

## Награде и признања
- Медаља заслуге за народ (1963)
- Награда Савеза Јеврејских општина у Југославији за најбољу приповетку са јеврејском тематиком (1970),
- Награда „Милош Н. Ђурић” (1977)
- Награда Удружења преводилаца Србије за животно дело (1996)[1]